# الاتحاد للوطن والتقدم
الاتحاد للوطن والتقدم (بالفرنسية: Union pour la Patrie et le Progrès)‏ كان حزبًا سياسيًا في بنين.

## التاريخ
تأسس الحزب في عام 1996 وانضم إلى تحالف سورو لخوض الانتخابات البرلمانية لعام 1999، جنبًا إلى جنب مع الاتحاد للديمقراطية والتعمير الوطني ومنتدى الديمقراطية والتنمية والأخلاق والمنتدى الوطني للصحوة المدنية.  حصل التحالف على 1.5 ٪ من الأصوات، وفاز بمقعد واحد شغله قادو جيريجيسو من الحزب. 